# Yasmany Lugo Cabrera
Yasmany Daniel Lugo Cabrera (24 de enero de 1990) es un luchador cubano de lucha grecorromana. Compitió en tres Campeonatos Mundiales, logró la 19.ª posición en 2015. Consiguió una medalla de oro en los Juegos Panamericanos de 2015. Logró la medalla de oro en los Juegos Centroamericanos y del Caribe de 2014. Siete veces al podio del Campeonato Panamericano, subió al escalón más alto en 2009, 2012, 2013, 2014 y 2016. Campeón Centroamericano y del Caribe de 2014. Dos veces representó a su país en la Copa del Mundo, consiguiendo un cuarto puesto en 2009. Campeón del Mundo Júnior de 2009.